# Alexander Schläffer
Alexander „Xandi“ Schläffer (* 1899; † 18. November 1984) war ein Salzburger Krippenbauer und der erste Kustos des Heimatmuseums Schloss Ritzen.
Seine große Pinzgauer Heimatkrippe wurde 1968 bei der Weltausstellung in Mexiko-Stadt ausgestellt. 1999 wurde die traditionelle Krippenausstellung der Volkskundlichen Abteilung des Salzburger Museums Carolino Augusteum ihm gewidmet. Von diesem wurde im Dezember 2003 seine Krippe „Bethlehem liegt im Pinzgau“ auch zum Kunstwerk des Monats gewählt.